# Národní park Risnjak
Národní park Risnjak (Nacionalni park Risnjak) je chráněné území o rozloze 63,5 km², nacházející se v pohoří Gorski Kotar na severozápadě Chorvatska. Národní park je tvořen převážně vápancovými skalami porostlými jedlemi, buky a javory, nejvyšším vrcholem je Veliki Risnjak s nadmořskou výškou 1528 metrů. Na území parku pramení řeka Kupa. Typickým živočichem je rys ostrovid, podle něhož je park pojmenován, dále zde žije medvěd brtník, vlk obecný, kamzík horský, jelen lesní, tetřev hlušec, výr velký a jeřábek lesní. Národní park byl vyhlášen v roce 1953 na rozloze 36 km², v roce 1997 byly jeho hranice rozšířeny. Návštěvnické centrum parku se nachází v obci Crni Lug, k atrakcím patří naučná stezka Leska a opuštěná vojenská základna na hoře Guslica. Z horských vrcholů je možno dohlédnout na třicet kilometrů vzdálený Kvarnerský záliv.